# Spia - Il caso Philby
Spia - Il caso Philby è una miniserie televisiva italiana, diretta da Gian Pietro Calasso e andata in onda in due puntate sulla Rete Due della Rai dal 20 al 27 aprile 1977. Si narra un periodo della vita di Kim Philby che va dal 1963 al 1968.

## Trama
Nel 1963 Kim Philby vive con i due figli e la terza moglie, l'americana Eleanor, a Beirut come corrispondente del The Observer e del The Economist. Un pomeriggio, dopo aver ricevuto una telefonata, Philby esce dicendo alla moglie di andare a spedire un cablogramma al giornale. Non vedendolo rincasare, dopo una serata di tensione crescente, Eleanor, convinta che fosse successo qualcosa di grave, telefona a un vecchio amico del marito, Jan, ufficialmente diplomatico della locale ambasciata britannica, in realtà capozona dei servizi segreti inglesi a Beirut.
Sotto la copertura giornalistica, infatti, Kim Philby è un importante agente del Secret Intelligent Service (S.I.S.), nonostante alcuni anni prima il suo nome sia stato coinvolto in un grosso scandalo: la fuga nell'Unione Sovietica con segreti atomici di due alti diplomatici britannici, Guy Burgess e Donald McLean. Philby, amico di entrambi e loro compagno di università a Cambridge, fu sottoposto a un processo segreto che divenne un vero e proprio banco di prova fra servizi segreti rivali: lo spionaggio del S.I.S., al quale Philby apparteneva e lo sostenne, e il controspionaggio denominato MI5, che lo accusava. 
Dopo aver comunicato a Eleanor che l'attuale missione di Philby a Beirut era di controllare i canali di informazione sovietica nel medioriente, Jan le esterna il sospetto che possa essere stato individuato e rapito dai russi. Eleanor, tra mille difficoltà, riesce a raggiungere Mosca dove scopre la verità: suo marito ha sempre lavorato per i servizi segreti sovietici e aveva una relazione con la moglie di McLean, Melinda, la quale nel 1966 divorziò dal marito per sposare Philby un anno dopo. Delusa e amareggiata, Eleanor torna negli Stati Uniti d'America, dove avrà enormi difficoltà a riavere i documenti per il rimpatrio e la cittadinanza, rischiando di subire essa stessa un processo: Philby, dal canto suo, nel 1968 darà alle stampe l'autobiografia My Silent War, dove smentirà le voci di avere fatto il doppio o il triplo gioco.

## Produzione
La miniserie televisiva venne girata a colori tranne alcune sequenze in flashback – tra le quali quella del processo segreto – girate in bianco e nero.